# 130090 Heatherbowles
130090 Heatherbowles è un asteroide della fascia principale. Scoperto nel 1999, presenta un'orbita caratterizzata da un semiasse maggiore pari a 2,5442643 UA e da un'eccentricità di 0,1568694, inclinata di 13,68557° rispetto all'eclittica.